# Sporobolus pyramidatus
Sporobolus pyramidatus är en gräsart som först beskrevs av Jean-Baptiste de Lamarck, och fick sitt nu gällande namn av Charles Leo Hitchcock. Sporobolus pyramidatus ingår i släktet droppgräs, och familjen gräs. Inga underarter finns listade i Catalogue of Life.

## Bildgalleri

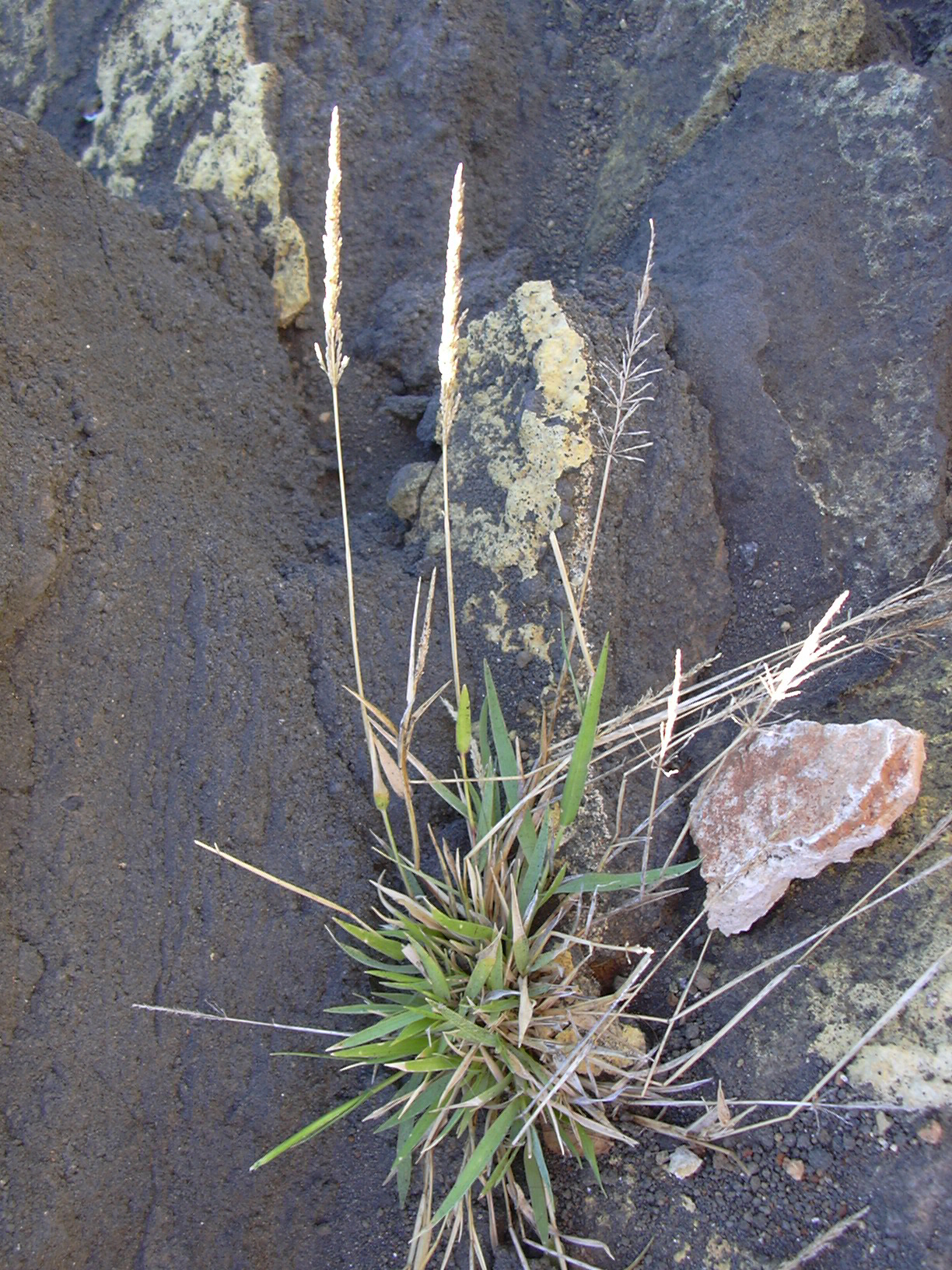
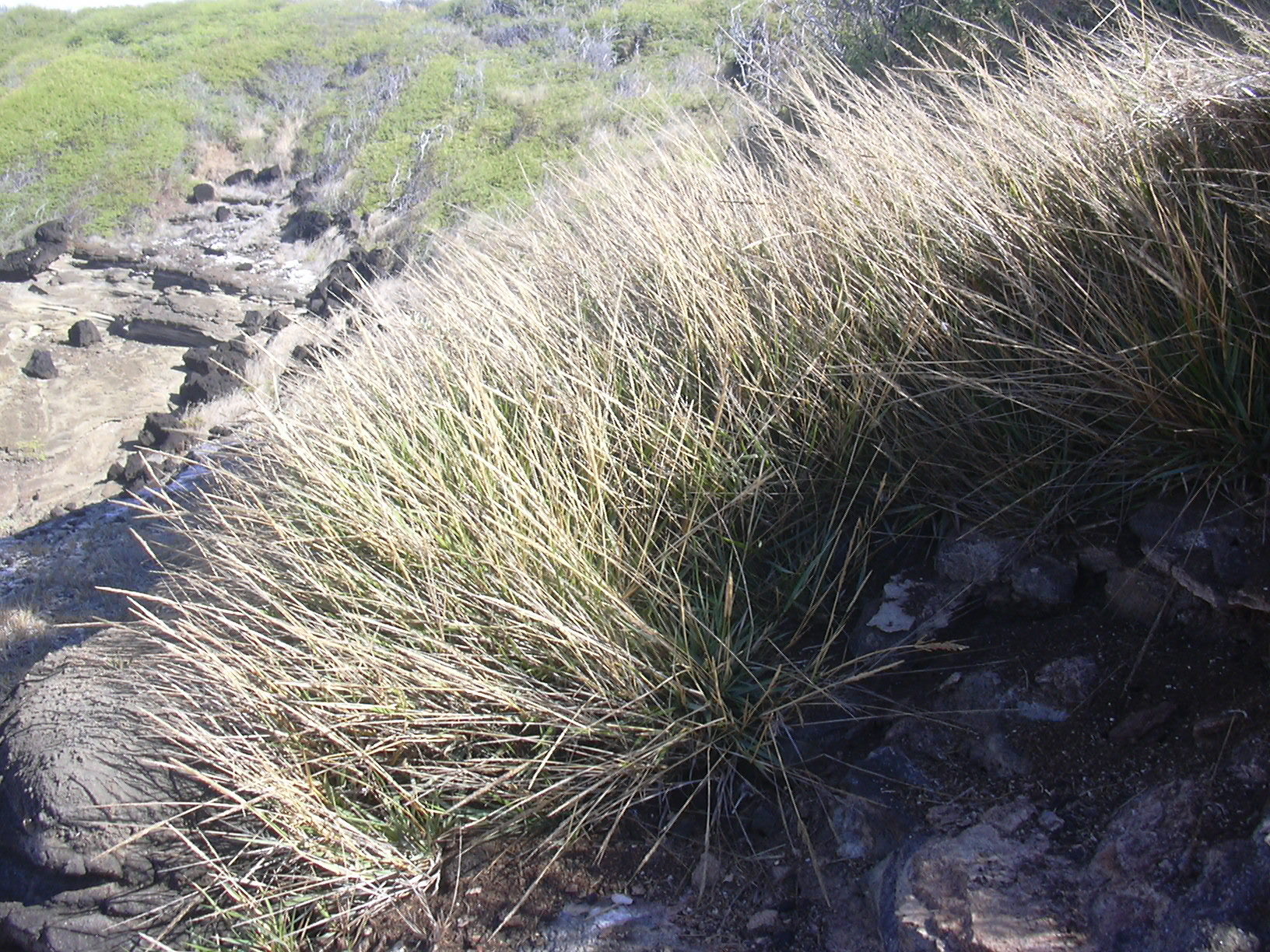
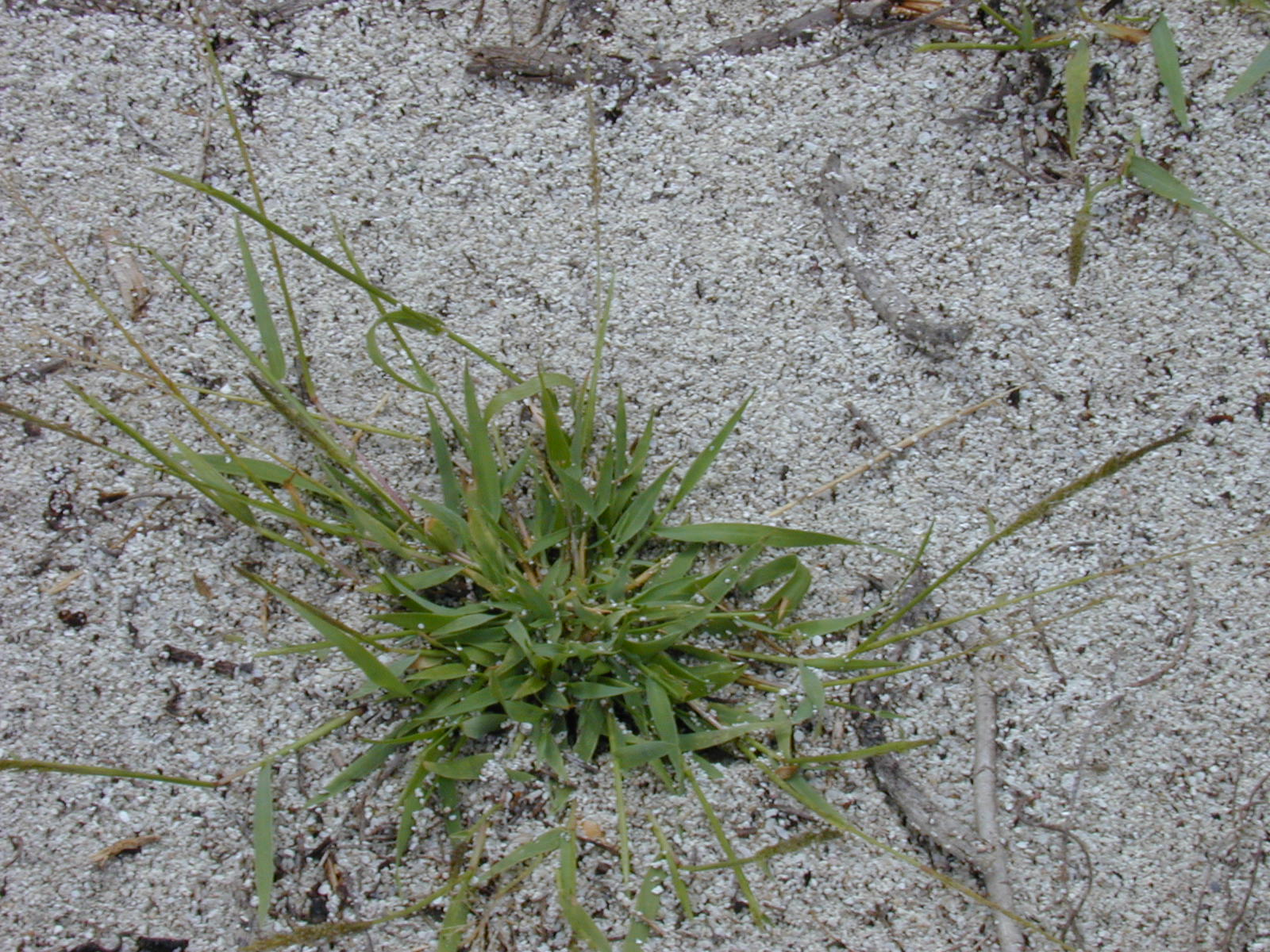
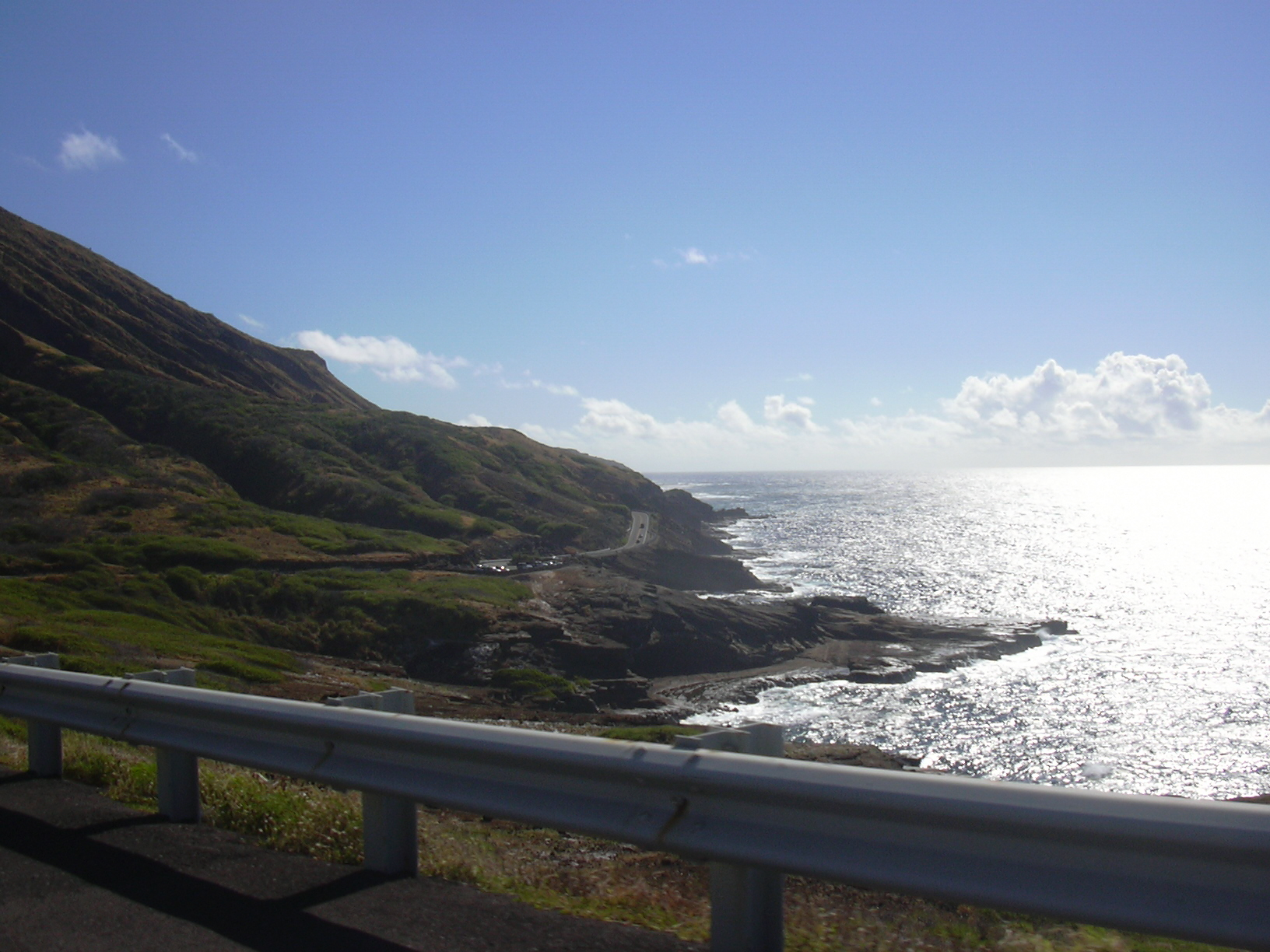